# Mancomunidad del Órbigo
La Mancomunidad del Órbigo es una agrupación voluntaria de municipios para la gestión en común de determinados servicios de competencia municipal, creada por varios municipios en la provincia de León, de la comunidad autónoma de Castilla y León, España.

## Municipios integrados
La Mancomunidad del Órbigo está formada por los siguientes municipios:
- Benavides
- Hospital de Órbigo
- Santa Marina del Rey
- Villarejo de Órbigo
- Villares de Órbigo

## Sede
Sus órganos de gobierno y administración tendrán su sede rotatoria por períodos anuales, siguiendo el orden alfabético.

## Fines
- El fin primordial y básico de la Mancomunidad estará constituido por la implantación, en todo su ámbito, del servicio de recogida de basuras y tratamiento de residuos sólidos urbanos.
- Como fines secundarios se establecen los siguientes:
  - Dotación, conservación y mantenimiento de servicios municipales de alumbrado público, alcantarillado y abastecimiento de agua.
  - Servicio de asistencia técnico-urbanística.
  - Servicio de prevención y extinción de incendios.
  - Servicio de matadero.
  - Agencia de desarrollo local.
  - Planificación oferta turística y su desarrollo.
  - Asistencia Social.[1]

## Estructura orgánica
El gobierno, administración y representación de la Mancomunidad corresponden a los siguientes órganos:
- Presidente.
- Consejo de la Mancomunidad.